# Jaromir Konecny

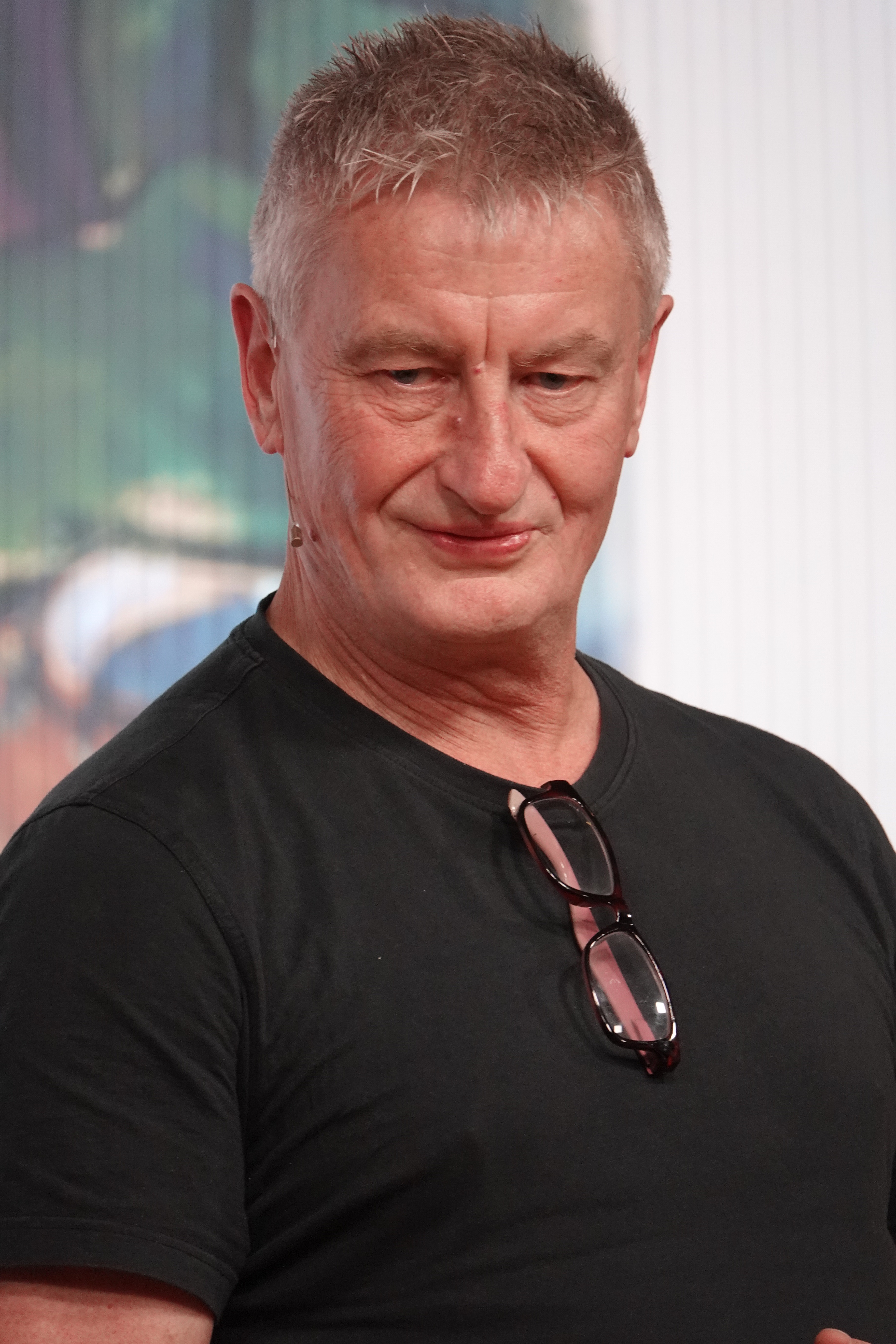
Jaromir Konecny 2022

Jaromir Konecny (* 1. November 1956 als Jaromír Konečný in Prag) ist ein tschechisch-deutscher Schriftsteller, Slam-Poet und Naturwissenschaftler.

## Leben
Konecny arbeitete als Techniker in Libyen, war Arbeiter in der Metallindustrie und Schiffsmeister bei der tschechischen Elbe-Oder-Schifffahrt, bevor er 1982 in die Bundesrepublik emigrierte.
Nach einem Jahr in einem Sammellager in Niederbayern studierte er Chemie an der TU München, wo er über die Entstehung des genetischen Codes promovierte. Er war wissenschaftlicher Assistent am Lehrstuhl für Theoretische Chemie der TU München und lebt heute als freier Schriftsteller und Publizist in München.
Er ist neben Michael Sailer und Moses Wolff Gründungsmitglied der Lesebühne Schwabinger Schaumschläger Show, die jeden Sonntag mit Gästen im Lokal „Vereinsheim“ in München-Schwabing stattfindet. Er bloggt regelmäßig unter dem Titel „Gehirn & KI - Hirnforschung, künstliche Intelligenz, Bewusstsein und der ganze Rest“ im Blogportal Scilogs.
Konecny ist zudem Poetry Slammer und belegte bei den deutschen Poetry-Slam-Meisterschaften 1999 in Weimar und 2000 in Düsseldorf jeweils den zweiten Platz.
2020 wurde er zu den Münchner Turmschreibern berufen, 2021 mit dem Ernst-Hoferichter-Preis ausgezeichnet.

## Werke
- Die genetische Komplementärkodierung, Dissertation an der TU München 1995, DNB 945543212.
- Zurück nach Europa. Ariel, Essen 1996, ISBN 3-930148-10-2.
- Mährische Rhapsodie. Roman, Ariel, Riedstadt 1998, ISBN 3-930148-12-9.
- Das Geschlechtsleben der Emigranten. Ariel, Riedstadt 1998, ISBN 3-930148-17-X.
- Slam Stories. Subvers, München 1998, ISBN 3-9806459-0-8.
- Endlich daheim. Audio-CD. Ariel, Riedstadt 2001, ISBN 3-930148-22-6.
- Das traurige Ende des Märchenkönigs und andere Sexgeschichten. Ventil, Mainz 2002, ISBN 3-930559-96-X.
- In Karin. Roman eines Geschlechterkampfes. Ariel, Riedstadt 2004, ISBN 3-930148-29-3.
- Hip und Hop und Trauermarsch. cbj/cbt, München 2006, ISBN 3-570-30298-9; als Hörbuch: Audio-CD. Sprechstation, Konstanz 2007, ISBN 978-3-939055-04-4.
- Jäger des verlorenen Glücks. cbt/cbj, München 2007, ISBN 978-3-570-30364-1.
- Doktorspiele. cbt/cbj, München 2009, ISBN 978-3-570-16022-0, verfilmt 2014[1]
- Fifi poppt den Elch. Ariel, Riedstadt 2010, ISBN 978-3-930148-46-2.
- Tatar mit Veilchen. mit CD, Voland & Quist, Dresden 2011, ISBN 978-3-86391-001-3.
- Krumme Gurken, cbt, München 2012, ISBN 978-3-570-30844-8
- Dönerröschen. cbt, München 2013, ISBN 978-3-570-16134-0.
- Tote Tulpen. dtv, München 2014, ISBN 978-3-423-74004-3.
- Falsche Veilchen, Roman, dtv München 2015, ISBN 978-3-423-71632-1.
- Herz Slam, Roman, Ravensburger 2015, ISBN 978-3-473-40131-4.
- Die unglaublichen Abenteuer des Migranten Nemec, Roman, Ecowin 2017, ISBN 978-3-7110-0128-3.
- Doktorspiele, Neuauflage, dp Digital Publishers, 2018, ISBN 978-3-96087-424-9.
- Dönerröschen, Neuauflage, dp Digital Publishers, 2018, ISBN 978-3-96087-668-7.
- Krumme Gurken, Neuauflage, dp Digital Publishers, 2018, ISBN 978-3-96087-771-4.
- Die Rache der Radieschen, dp Digital Publishers, 2019, ISBN 978-3-96087-670-0.
- Du wächst für den Galgen, Lichtung Verlag, 2019, ISBN 978-3-94130-692-9.
- Lachen, liken, lieben, Grin Verlag; dp Digital Publishers, 2019, ISBN 978-3-96087-944-2.